# Dysphania melanocarpa
Dysphania melanocarpa là loài thực vật có hoa thuộc họ Dền. Loài này được (J.M.Black) Mosyakin & Clemants mô tả khoa học đầu tiên năm 2008.